# She’s So Unusual
Az 1983-as She’s So Unusual Cyndi Lauper debütáló nagylemeze. Világszerte 18 millió példányban kelt el. 2003-ban 494. lett a Rolling Stone magazin Minden idők 500 legjobb albuma listáján. Szerepel az 1001 lemez, amit hallanod kell, mielőtt meghalsz című könyvben.

## Az album dalai
|     | Cím                         | Szerző(k)                                                   | Hossz |
| --- | --------------------------- | ----------------------------------------------------------- | ----- |
| 1.  | Money Changes Everything    | Tom Gray                                                    | 5:06  |
| 2.  | Girls Just Want to Have Fun | Robert Hazard                                               | 3:58  |
| 3.  | When You Were Mine          | Prince                                                      | 5:06  |
| 4.  | Time After Time             | Rob Hyman, Cyndi Lauper                                     | 4:03  |
| 5.  | She Bop                     | Rick Chertoff, Gary Corbett, Lauper, Stephen Broughton Lunt | 3:51  |
| 6.  | All Through the Night       | Jules Shear                                                 | 4:33  |
| 7.  | Witness                     | Lauper, John Turi                                           | 3:40  |
| 8.  | I'll Kiss You               | Lauper, Shear                                               | 4:12  |
| 9.  | He's So Unusual             | Al Sherman, Al Lewis, Abner Silver                          | 0:45  |
| 10. | Yeah Yeah                   | Hasse Huss, Mikael Rickfors                                 | 3:18  |

## Közreműködők
- Cyndi Lauper – hangszerelés, ének, háttérvokál, új kiadás producere, borítóterv
- Jules Shear – háttérvokál
- Ellie Greenwich – háttérvokál
- John Agnello – hangmérnök, hangmérnökasszisztens
- Eric Bazilian – basszusgitár, gitár, hangszerelés, szaxofon, háttérvokál, melodika
- Rick Chertoff – ütőhangszerek, hangszerelés, producer
- Krystal Davis – háttérvokál
- Rick DiFonzo – gitár
- Anton Fig – ütőhangszerek, dob
- Rob Hyman – hangszerelés, billentyűk, szintetizátor, háttérvokál, melodika
- John Jansen – hangmérnök
- Neil Jason – basszusgitár, gitár
- George Marino – mastering az új kiadáson
- Rod O'Brien – hangmérnök
- Lennie Petze – producer, executive producer, új kiadás producere
- Maretha Stewart – háttérvokál
- Richard Termini – szintetizátor
- Diane Wilson – háttérvokál
- William Wittman – gitár, producer, hangmérnök, associate producer
- Peter Wood – szintetizátor
- Dan Beck – termékmenedzser
- Amy Linden – jegyzetek
- Janet Perr – művészi vezető, design, koncepció, borítóterv
- Justin Ware – fodrász
- Annie Leibovitz – fényképek

## Fordítás
Ez a szócikk részben vagy egészben a She's So Unusual című angol Wikipédia-szócikk ezen változatának fordításán alapul.  Az eredeti cikk szerkesztőit annak laptörténete sorolja fel. Ez a jelzés csupán a megfogalmazás eredetét és a szerzői jogokat jelzi, nem szolgál a cikkben szereplő információk forrásmegjelöléseként.